# Quicksilver (brano musicale)
Quicksilver è un brano del gruppo rock inglese Pink Floyd, pubblicato come undicesima traccia sul loro album Soundtrack from the Film More, colonna sonora del film More - Di più, ancora di più.
Il pezzo è accreditato a tutti i membri della band ed è il più lungo del disco (7 minuti e 13 secondi).

## Composizione
Esiste una versione del brano di ben tre minuti più breve e antecedente all'album, suonata dal vivo nella suite The Man and The Journey, dal titolo Sleep. 
L'inizio è composto da una serie di effetti sonori inquietanti, molto simili allo stridore del ferro arrugginito, e altre tecniche di musica concreta. 
Dopo circa trenta secondi entra il gong che con colpi lunghi, introduce nella parte centrale di Quicksilver: un lungo assolo di organo che getterà le basi per quello che si può udire nella quarta parte di Sysyphus, dell'album successivo a questo, Ummagumma.
Il titolo deriva dal nome alternativo del mercurio allo stato elementare, corrispondente all'italiano argento vivo, con il quale i due protagonisti giocano nella scena di "More" cui fa sfondo la canzone.

## Formazione
- David Gilmour: Effetti Sonori
- Roger Waters: Gong
- Richard Wright: Organo Farfisa